# Osoblaha
Osoblaha är en ort i Tjeckien. Den ligger i den östra delen av landet, 230 km öster om huvudstaden Prag. Osoblaha ligger 238 meter över havet och antalet invånare är 1 136.
Terrängen runt Osoblaha är platt.Runt Osoblaha är det ganska tätbefolkat, med 70 invånare per kvadratkilometer. Närmaste större samhälle är Město Albrechtice, 16,0 km sydväst om Osoblaha. Trakten runt Osoblaha består till största delen av jordbruksmark.